# Monts Tanzawa
Les monts Tanzawa (丹沢山地, Tanzawa-sanchi) sont une chaîne de montagnes située dans la région de Kantō au Japon. Ils couvrent la partie nord-ouest de la préfecture de Kanagawa et touchent aux limites préfectorales de la préfecture de Shizuoka à l'ouest et de la préfecture de Yamanashi au nord.

## Sommets principaux

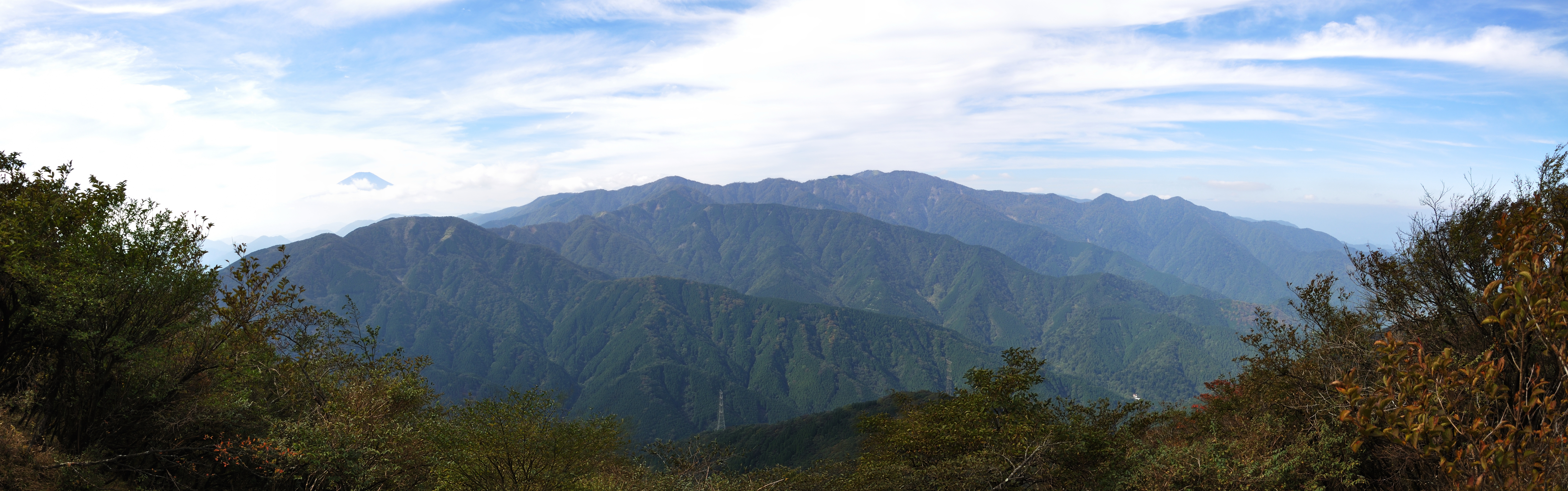
Vue panoramique des monts Tanzawa.

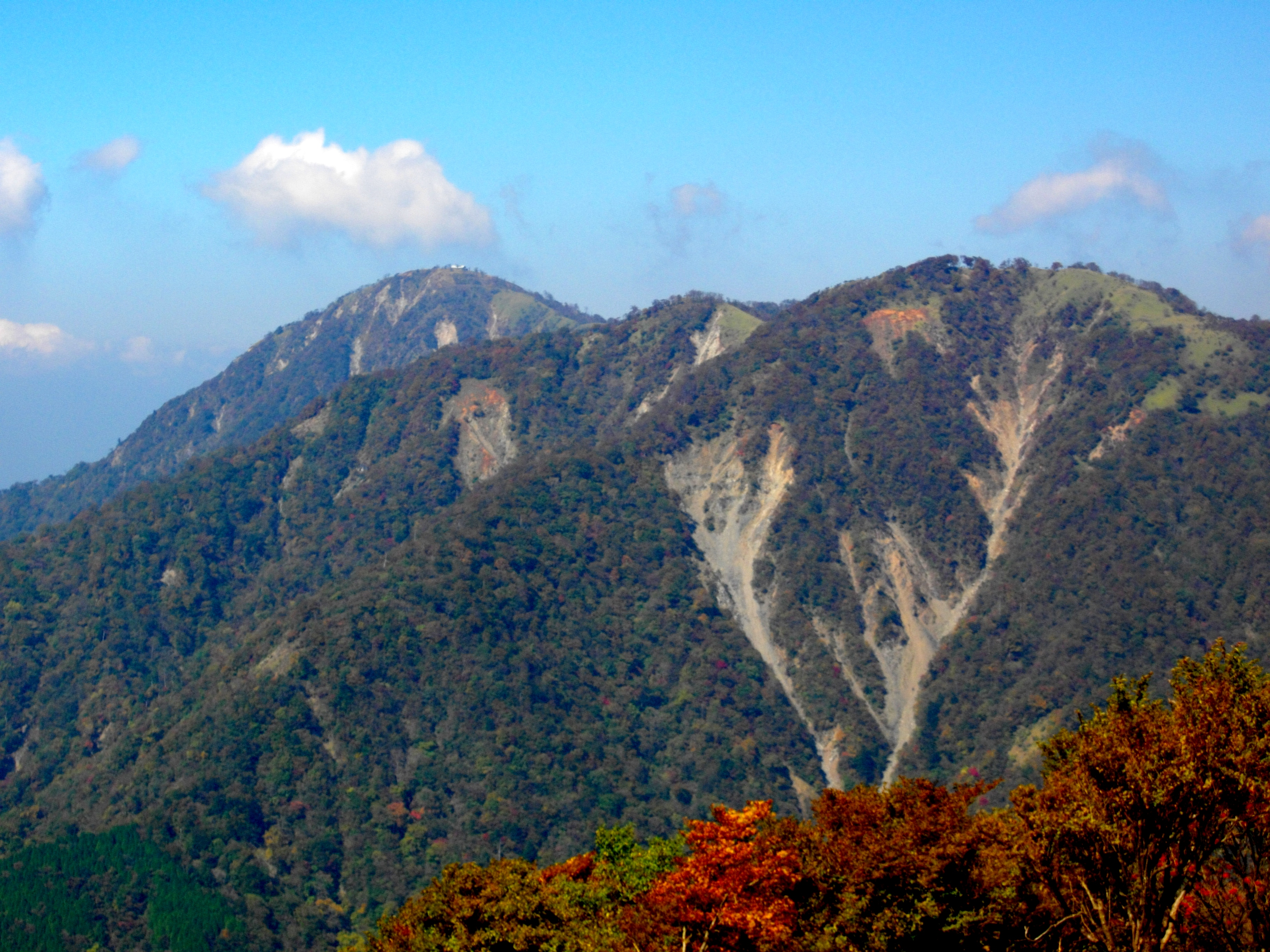
Vue des monts Tanzawa, Fudō et Hiru depuis le mont Tō.

- Mont Hiru : 1 673 m (蛭ヶ岳, Hiru-ga-take)
- Mont Fudō : 1 614 m (不動ノ峰, Fudō-no-mine)
- Mont Hinokiboramaru : 1 601 m (檜洞丸, Hinokibora-maru)
- Mont Tanzawa : 1 567 m (丹沢山, Tanzawa-san)
- Mont Tō : 1 491 m (塔ノ岳, Tō-no-dake)
- Mont Shindainichi : 1 340 m (新大日, Shin-dainichi)
- Mont Ōyama : 1 252 m (大山, Ō-yama)